# 마피아 국가
정치에서 마피아 국가(Mafia state)는 정부가 조직범죄와 연루되어 정부 관리, 경찰, 그리고/또는 군대가 범죄 기업의 일부가 되는 국가 체제를 말한다. 미국 외교관들에 따르면, "마피아 국가"라는 표현은 알렉산드르 리트비넨코가 만들었다.

## 개념의 구체적인 적용

### 이탈리아의 마피아와 일본의 야쿠자

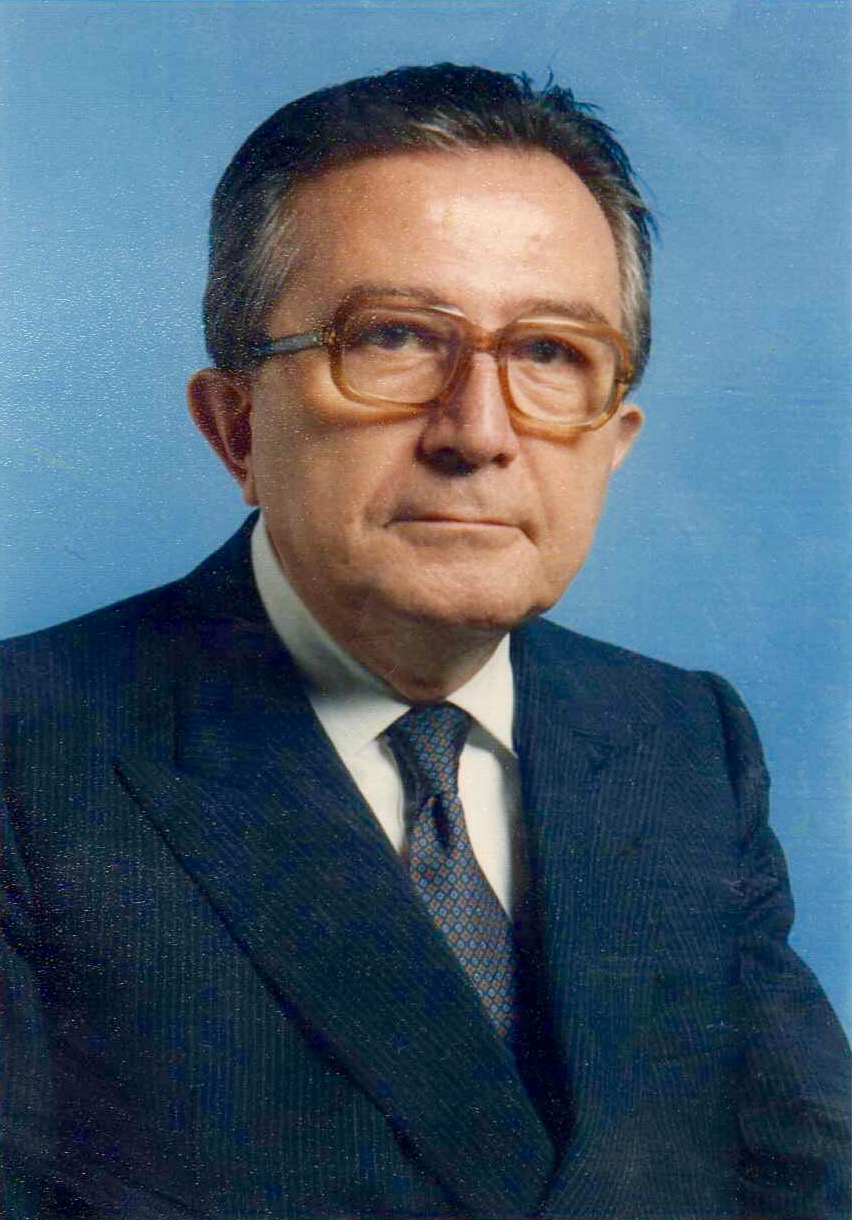
7선 이탈리아 총리를 지낸 줄리오 안드레오티는 마피아와 연루된 혐의로 기소되었다.

모이세스 나임의 포린 어페어스 에세이에 대한 비판적 평가에서 피터 안드레아스는 이탈리아 마피아와 일본 야쿠자의 오랜 존재를 지적하며, 이들 불법 조직과 각 정부 간에 밀접한 관계가 있었다고 썼다. 안드레아스에 따르면, 이러한 사례들은 마피아 국가가 역사적으로 새로운 위협이 아니라는 주장에 반론이 된다.
이탈리아에서는 19세기에 세 개의 주요 마피아 조직이 생겨났다. 시칠리아 지역에서 유래한 코사 노스트라, 캄파니아주 지역에서 유래한 카모라, 그리고 칼라브리아주 지역에서 유래한 드랑게타이다.
전 이탈리아 총리 줄리오 안드레오티는 1993년 3월 27일 팔레르모시에서 마피아 연루 혐의로 법적 조치를 받았고 재판이 진행되었다. 검찰은 전 총리가 "자신의 정치 파벌 지도자로서의 지위에서 오는 영향력과 권력을 코사 노스트라라는 마피아 조직이 자신들의 이익을 보호하고 범죄적 목표를 달성하는 데 활용하도록 제공했다"고 비난했다. 검찰은 살보 리마의 선거 지원과 안드레오티의 적들을 암살하는 대가로, 그가 마피아를 보호하는 데 동의했으며, 마피아는 그가 막시 재판을 조작해 줄 것을 기대했다고 말했다. 안드레오티의 변호는 마피아와 연루된 검찰의 핵심 증인들에 대한 인신공격에 기반을 두었다. 안드레오티는 1999년 10월 23일에 무죄를 선고받았다. 그러나 마니 풀리테의 대규모 부패 사건들과 함께 안드레오티의 재판은 이탈리아 정치 시스템의 정화와 갱신을 상징했다.
카모라의 카살레시 클랜은 1980년대에 부상하여 "부분적으로는 정치인을 조종하고 판사를 협박하여" 지역 경제의 넓은 지역을 장악했다. 이 클랜은 1990년대와 2000년대에 캄파니아 주에 독성 폐기물을 대량으로 투기한 나폴리 폐기물 관리 위기에 깊이 관여했다. 클랜의 보스인 가에타노 바살로는 20년 동안 지역 정치인과 공무원들에게 뇌물을 주고 독성 폐기물 투기에 대한 그들의 묵인을 얻기 위해 조직적으로 활동했다고 인정했다.

### 마피아 국가로 묘사된 국가들

#### 구 유고슬라비아의 공화국, 폭도 및 영토

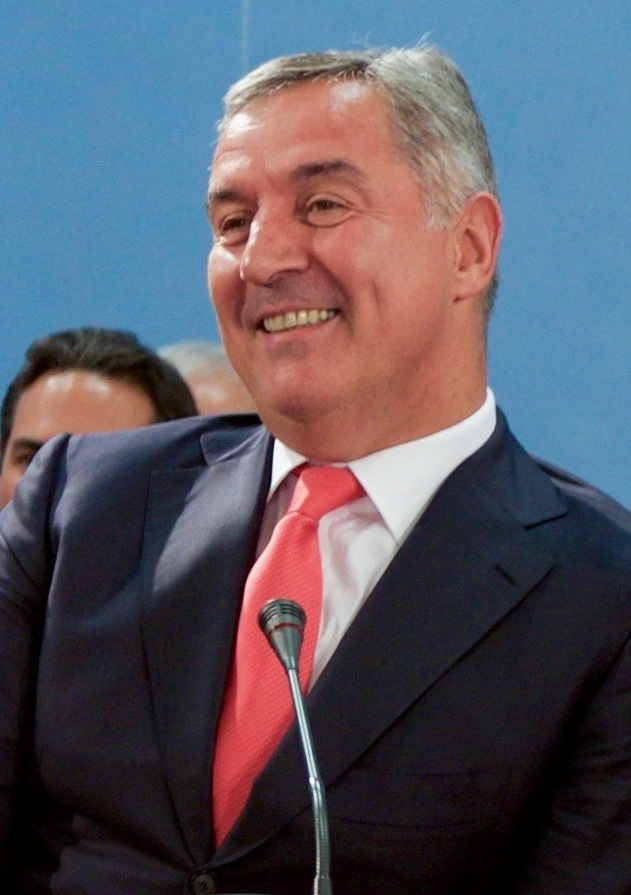
몬테네그로의 전 대통령 밀로 주카노비치는 종종 몬테네그로 마피아와 강한 연관이 있는 것으로 묘사된다.

세르비아에서 부분적으로 독립한 미승인 국가인 코소보는 2011년 이탈리아 유럽의회 의원 피노 알라키에 의해 "마피아 국가"로 불렸고, 또한 모이세스 나임은 2012년 포린 어페어스의 에세이 "마피아 국가"에서 그렇게 불렀다. 나임은 코소보 총리 하심 사치가 헤로인 거래와 관련이 있다는 의혹을 제기했다. 여러 국가에서 사치에 대한 다른 많은 범죄 혐의가 제기되고 조사되었다.
나임은 같은 에세이에서 몬테네그로를 "마피아 국가"로 분류했으며, 담배 밀수의 중심지라고 묘사했다.

#### 트란스니스트리아
몰도바에서 미승인 독립 국가인 트란스니스트리아는 오랫동안 언론인, 연구원, 정치인, 외교관들에 의해 경제가 밀수와 무기 밀매에 의존하는 유사 국가로 묘사되어 왔으며, 일부는 트란스니스트리아를 직접적으로 마피아 국가라고 지칭했다.
예를 들어, 2002년 몰도바의 대통령 블라디미르 보로닌은 트란스니스트리아를 "국제 마피아의 거점", "밀수 요새", 그리고 "이슬람주의 무장 세력의 전초 기지"라고 불렀다. 이 주장에 이어 세관 봉쇄 시도가 있었다. 이러한 주장에 대응하여 러시아 국영 RTR은 트란스니스트리아 기업들이 나중에 우크라이나 항구인 오데사를 통해 불법 밀매를 목적으로 산업 규모의 소화기 (무기) 제조를 수행하고 있음을 밝히는 탐사 프로그램을 방영했다. 이 프로그램에 따르면, 이 무역은 트란스니스트리아의 설립자이자 당시 통치자였던 이고리 스미르노프가 통제하고 그로부터 이익을 얻었다.
그러나 최근 조사 및 모니터링 임무에서는 무기 밀매 우려의 지속성이 입증되지 않았다. 유럽 국경 지원 임무(EUBAM)의 정기 보고서에 따르면, 트란스니스트리아에서 상당한 무기 밀수 징후는 없었다. 2006년 11월 30일 기자 회견에서 EUBAM 책임자 페렌츠 반피는 트란스니스트리아에서 조직적인 무기 밀수는 존재하지 않는다고 공식적으로 밝혔다. 2013년 우크라이나 외무부 장관이자 유럽 안보 협력 기구(OSCE)의 의장 대행인 레오니드 코자라는 엘 파이스와 인터뷰를 통해 트란스니스트리아 상황과 EUBAM 임무의 성과에 대해 언급했다. 코자라에 따르면, 무기 밀매 사례는 발견되지 않았다.
러시아와 트란스니스트리아의 일부 전문가들은 트란스니스트리아가 "마피아 국가", "유럽의 블랙홀", "무기 밀매의 천국" 등으로 불리는 것이 몰도바 정부가 비용을 대고 트란스니스트리아에 대한 부정적인 이미지를 생산하기 위한 신중하게 계획된 비방 캠페인이라고 주장한다. 유럽 연합과 OSCE 관계자들은 티라스폴 정권이 무기나 핵 물질을 밀매했다는 증거가 없다고 말한다. 이러한 우려는 몰도바 정부가 트란스니스트리아에 대한 압력을 강화하려는 노력에 기인한 것으로 평가된다.

#### 러시아
이 용어는 암살된 러시아 반체제 인사 알렉산드르 리트비넨코와 언론에서 블라디미르 푸틴 통치 하의 러시아 정치 체제를 묘사하는 데 사용되었다. 이 특징화는 케이블게이트 이후 부각되었는데, 이는 미국 외교관들이 러시아를 "부패하고, 전제적인 도둑정치이며, 블라디미르 푸틴의 리더십을 중심으로 공무원, 올리가르히, 그리고 조직범죄가 결합하여 '가상적인 마피아 국가'를 형성하고 있다"고 보았음을 드러냈다. 저널리스트이자 작가인 루크 하딩은 그의 저서 마피아 국가에서 푸틴이 "자신과 같은 전 국가보안위원회와 러시아 연방보안국 요원들로 이루어진 국가를 만들었으며, 그들은 무엇보다 돈을 버는 데 혈안이 되어 있다"고 주장한다. 미국 외교관들의 평가에 따르면, "러시아 정부는 사실상 마피아이다." 러시아계 미국인 언론인 마샤 게센 또한 러시아를 "마피아 국가"로 묘사했다.
뉴 스테이츠먼에 따르면, "이 용어는 케이블 유출 몇 년 전부터 전문가 토론의 어휘에 들어왔으며, 경박한 비유가 아니었다. 러시아에 가장 정통한 사람들은 이를 카포 디 투티 카피의 역할을 맡은 블라디미르 푸틴을 중심으로 한 도둑정치로 보았고, 그는 노획물을 나누고 본질적으로 범죄적인 엘리트들의 경쟁 파벌 간의 영역 싸움을 막았다." 2008년 스티븐 블랭크는 푸틴 치하의 러시아는 "유럽 관리들이 사적으로 마피아 국가라고 부르는 국가"이며 "자연스럽게 마피아와 같은 행동으로 기울어진다"고 언급했다.
카네기 모스크바 센터의 분석가 니콜라이 페트로프는 "러시아의 이미지는 이미 좋지 않기 때문에 세계에서 러시아의 이미지를 손상시키는 것은 매우 어렵다"고 말했다.
지하 세계 은어에서 파생된 파하네이트(pakhanate)라는 용어도 러시아의 정치 체제를 묘사하는 데 사용되었다.

#### 헝가리
2001년 한 기사는 당시 헝가리의 신생 집권당이었던 피데스가 법치주의의 제도적 틀을 해체하는 것을 목표로 한 행동들을 분석했다. 이 접근 방식은 '조직화된 상위 세계', '마피아 방식을 사용하는 국가', '입양된 정치적 가족'과 같은 새로운 개념들을 도입했다. 처음에는 많은 사람들이 이러한 개념들을 일관된 틀의 통합적 요소라기보다는 은유로 간주하여 회의적인 반응을 보였지만, 10년 후 상당한 변화가 일어났다. 2010년 선거에서 피데스는 의회에서 압도적인 3분의 2 다수를 확보했다.
그 후 당과 국가 자체는 한 개인의 지배하에 들어갔고, 그는 당 내에서 연마된 기술을 능숙하게 적용하여 사회 전반에 대한 통제를 행사했다. 다른 탈공산주의 체제에서 당과 비밀 기관의 일부가 정치 권력과 부를 장악했던 궤적과는 달리, 피데스는 상대적인 신참으로서 엘리트 지형을 공격적으로 재편하여 지배력을 확립했다.
탈공산주의 마피아 국가의 작동 방식은 클랜의 범위 내에서 권력과 부를 집중시키는 것을 중심으로 돌아간다. 그러나 직접적인 강압에 의존하는 전통적인 마피아 구조와는 달리, 마피아 국가는 의회 입법, 법적 기소, 세금 집행, 경찰 조치, 비밀 서비스 활용과 같은 겉으로는 합법적인 수단을 통해 목표를 달성한다.

#### 멕시코
법경제학 학자 에드가르도 부스카글리아는 멕시코의 정치 체제를 "마피아크라시"라고 묘사한다. 부스카글리아는 멕시코에서 국가, 경제, 조직범죄 간의 관계를 상호 얽혀 있는 상태로 특징짓는다. 멕시코는 또한 마약 국가(모든 합법적인 기관이 마약밀매의 힘과 부에 의해 침투되는 국가에 적용되는 정치 및 경제 용어)로 분류되기도 했다.

#### 기타
정치학자들에 따르면, 우고 차베스 대통령 치하의 베네수엘라는 2021년 정치학 연구 저널에서 니콜라스 마두로 대통령이 "마피아 국가"를 공고히 할 조건을 만들었다고 평가받았다. 베네수엘라 작가이자 《불법: 밀수업자, 밀매업자, 모방꾼들이 어떻게 세계 경제를 장악하는가》의 저자인 모이세스 나임은 미국 잡지 포린 폴리시에 실린 기사에서 "불가리아, 기니비사우, 몬테네그로, 미얀마, 우크라이나, 베네수엘라와 같은 마피아 국가에서는 이제 국익과 조직범죄의 이익이 뗄 수 없이 얽혀 있다"고 썼다.
1990년대, 네덜란드 왕국의 해외 구성국인 아루바는 당시 총리 헤니 이만 치하에서 마피아 국가로 지목되었다. 시칠리아 쿤트레라-카루아나 마피아 클랜은 호텔, 카지노 투자, 이만 선거 캠페인 기부를 통해 섬의 60% 이상을 "소유"하고 있다고 알려졌다. 그러나 이러한 주장은 나중에 과장된 것으로 밝혀졌다.
기자 마샤 게센에 따르면, 2016년 사회학자 발린트 마쟈르는 헝가리의 오르반 빅토르 행정부를 묘사하기 위해 "마피아 국가"라는 용어를 대중화했다. 마쟈르는 오르반이 헝가리에서 권력을 잡고, 라이벌을 제거하고, 개인적인 권력을 위해 기관을 정치화하는 방식이 "마피아 국가"로 알려진 일종의 정권을 만들었다고 주장했다. 마쟈르는 2016년 기준으로 헝가리 외에 아제르바이잔, 러시아, 카자흐스탄도 포함된다고 말했다.
2010년 리비아의 지도자 무아마르 알 카다피는 스위스를 마피아 국가로 지칭하며 "스위스는 범죄 조직처럼 행동하고 있으며 돈세탁, 암살, 테러에 연루되어 있다"고 주장했다.
영국의 전 반부패 기구 수장이었던 조나단 벤튼은 몰타를 매년 수억 유로의 돈세탁 거래가 아무 문제 없이 이루어지는 "마피아 국가"라고 묘사했다. 그는 탐사 저널리스트 다프네 카루아나 갈리지아의 살해 사건 이후 BBC 라디오에 출연하여 이 발언을 했다.
도널드 트럼프 대통령 치하의 미국, 특히 그의 두 번째 임기는 여러 출판물에서 마피아 국가로 묘사되었다.
현재 인도네시아는 국내 프레만의 영향력 증대로 인해 언론에서 마피아 국가로 묘사되고 있다. 2025년 비야디 자동차와 빈패스트는 공장 건설 노동자들이 보호비를 요구하는 프레만에게 괴롭힘을 당했다고 보고했다. 정부가 정치적, 경제적 이익을 위해 두 경쟁 갱단인 GRIB 자야와 판차실라 청년단을 보호하고 있다는 광범위한 비난이 있다.

## 과거 마피아 국가로 묘사된 국가들

### 시리아
반세기 이상 시리아는 아사드 왕조의 강력한 통제 하에 있었고, 그 통치 체제는 마피아 국가로 묘사되어 왔다. 시리아 경제가 아사드 가문과 연계된 사업가들에 의해 지배되고, 충성파 군벌들이 전기와 같은 다양한 서비스를 통제하는 등의 이유로 시리아인의 90% 이상이 빈곤 속에 살고 있다. 정권은 또한 "신디케이트"(Niqabeh)로 알려진 35개 이상의 제조 센터 및 공장으로 구성된 네트워크로 만들어진 수십억 달러 규모의 캡타곤 산업으로 이익을 얻고 있다. 아사드의 아내 아스마 알아사드는 친아사드 억만장자 라미 마클루프의 자산을 박탈하고 모든 외국 자선단체와 유엔 원조 자금을 장악하여 아사드 일가가 직접 수익금을 소유할 수 있게 했다. 라미 마클루프의 몰락은 아사드가 "자신과 가족을 부유하게 하기 위해 고안된 단순한 범죄 조직"을 지배하는 두목 (범죄)처럼 행동하며, 자신의 마피아 이익을 증진하기 위해 폭력을 사용하는 것에 대한 광범위한 묘사를 초래했다. 망명 중인 바샤르 알아사드의 사촌인 사업가 리발 알-아사드는 상황을 다음과 같이 요약한다: 
"결국, 가문이 여전히 지배하고 있다.. 그들은 내부 문제에 매우 민감하며 그것들을 관리하는 방법을 안다. 그들은 이런 속담이 있다: '사촌들의 말을 들을 필요는 없지만, 그들의 어머니들의 말은 들어야 한다.'"

다양한 학자들은 아사드의 통치를 부족 통치에 비유하며, 아사드는 시스템에 의해 영광을 받고 구원자로 칭송받는 부족의 족장으로 묘사한다. 시리아계 프랑스인 사회학 교수 부르한 갈리운은 바샤르 알아사드가 시리아인들을 독립적인 민족으로 보지 않고, 자신의 가족 재산에 있는 손님으로 본다고 주장한다. 따라서 갈리운에 따르면, 아사드의 독재는 침략 제국의 식민지 프로젝트와 유사하다. 시리아 사학자 라나 카바니는 아사드의 왕조 통치를 "내부 식민주의"라고 지칭하는데, 이는 정권의 탈식민주의 지배 계급이 자국민과 깊은 단절을 겪고 있으며, 시리아의 부와 생명에 대해 노골적으로 무시하기 때문이다. 네오 바트주의 사상가들과 아사드주의 보안 기관이 아사드 왕조에 대한 전체주의 국가를 건설한 방법을 설명하면서 라나 카바니는 다음과 같이 썼다: 
"바샤르 알-아사드의 아버지 하페즈가 1970년 쿠데타로 이어지는 또 다른 폭력적인 군대 다툼을 통해 권력을 잡았을 때, 니콜라에 차우셰스쿠를 모델로 한 경고적인 지도자 숭배가 체계적으로 형성되었다. 루마니아 독재자는 아사드의 정치적 동맹이자 대중 억압 문제에 대한 전략 고문이었으며, 친밀한 개인적, 가족적 친구였다... 1971년에서 1974년 사이에 내가 다녔던 다마스쿠스의 정부 학교에서는 대대적인 세뇌 과정이 시작되었다. 그것은 내 아이들의 세대에서 사업과 권력을 가장 조잡한 선전 기계와 가장 치명적인 보안 서비스를 통해 독점하는 복수심에 불타는 가족 마피아가 될 것의 수장 외에는 어떠한 정치적 인격이나 소속도 없는 인구를 만들기 위해 고안되었다."
2024년 12월, 아사드 정권이 붕괴했다.

## 같이 보기

### 관련 개념
- 체키즘
- 마피아 라지
- 방첩국가
- 경찰국가
- 마약 국가
- 파탄국가
- 테러리스트 국가
- 북한의 불법 활동
- 도둑정치
- 불량국가

### 추가 자료
- Luke Harding (2012). 《Mafia State: How One Reporter Became an Enemy of the Brutal New Russia》. Guardian Books. ISBN 978-0-85265-249-7.
- Naím, M. (2012). "Mafia states: Organized crime takes office." Foreign Affairs, 91, 100.
- Wang, P. & Blancke, S. (2014). "Mafia State: The Evolving Threat of North Korean Narcotics Trafficking." The RUSI Journal. 159 (5). 52–59.